# Municipio de Atkins
El municipio de Atkins (en inglés: Atkins Township) es un municipio ubicado en el condado de Towner en el estado estadounidense de Dakota del Norte. En el año 2010 tenía una población de 35 habitantes y una densidad poblacional de 0,37 personas por km².

## Geografía
El municipio de Atkins se encuentra ubicado en las coordenadas 48°25′48″N 99°18′17″O / 48.43000, -99.30472. Según la Oficina del Censo de los Estados Unidos, el municipio tiene una superficie total de 93.4 km², de la cual 90.92 km² corresponden a tierra firme y (2.65%) 2.47 km² es agua.

## Demografía
Según el censo de 2010, había 35 personas residiendo en el municipio de Atkins, todas ella de raza blanca. La densidad de población era de 0,37 hab./km². 